# ミツクリエナガチョウチンアンコウ科
ミツクリエナガチョウチンアンコウ科（学名：Ceratiidae）は、アンコウ目に所属する魚類の分類群の一つ。いわゆるチョウチンアンコウ類として知られる深海魚の一群で、ビワアンコウ・ミツクリエナガチョウチンアンコウなど2属4種が記載される。

## 分布・生態
ミツクリエナガチョウチンアンコウ科の魚類は太平洋・インド洋・大西洋など、世界中の海の深海に幅広く分布する。海底から離れた中層を漂って生活する、漂泳性深海魚のグループである。ビワアンコウ属の1種（Ceratias tentaculatus）は主に南極海とその周辺海域における水深650-1,500mの範囲に分布し、残る3種は三大洋すべての深海に生息する汎存種となっている。ビワアンコウ C. holboelli は水深400-2,000m、エナシビワアンコウ C. uranoscopus は500-1,000m、ミツクリエナガチョウチンアンコウ Cryptopsaras couesii は500-1,250mからの採集例が多い。
本科魚類はチョウチンアンコウ類としては最も大きく成長し、最大種のビワアンコウは全長77-120cmに達する。雌雄の体格は著しい性的二形を示し、雄は雌よりも極端に小さい矮雄（わいゆう）である。変態後の雄は餌を一切とらなくなり、大きな球状の眼を利用して雌を探す。雌を発見した雄は鉤状の歯を使って体に食いつき、一体化して寄生生活を送る。雄と雌の結合は、互いの性成熟を達成するための必要条件となっている。
一匹の雌に寄生する雄はたいてい一匹だが複数の場合もあり、最大で8匹の雄が付着した個体が知られている。付着部位はほぼ常に腹部で、寄生雄の多くが前方を向いていることから、雌の後方から接近しているとみられている。

## 形態

### 雌

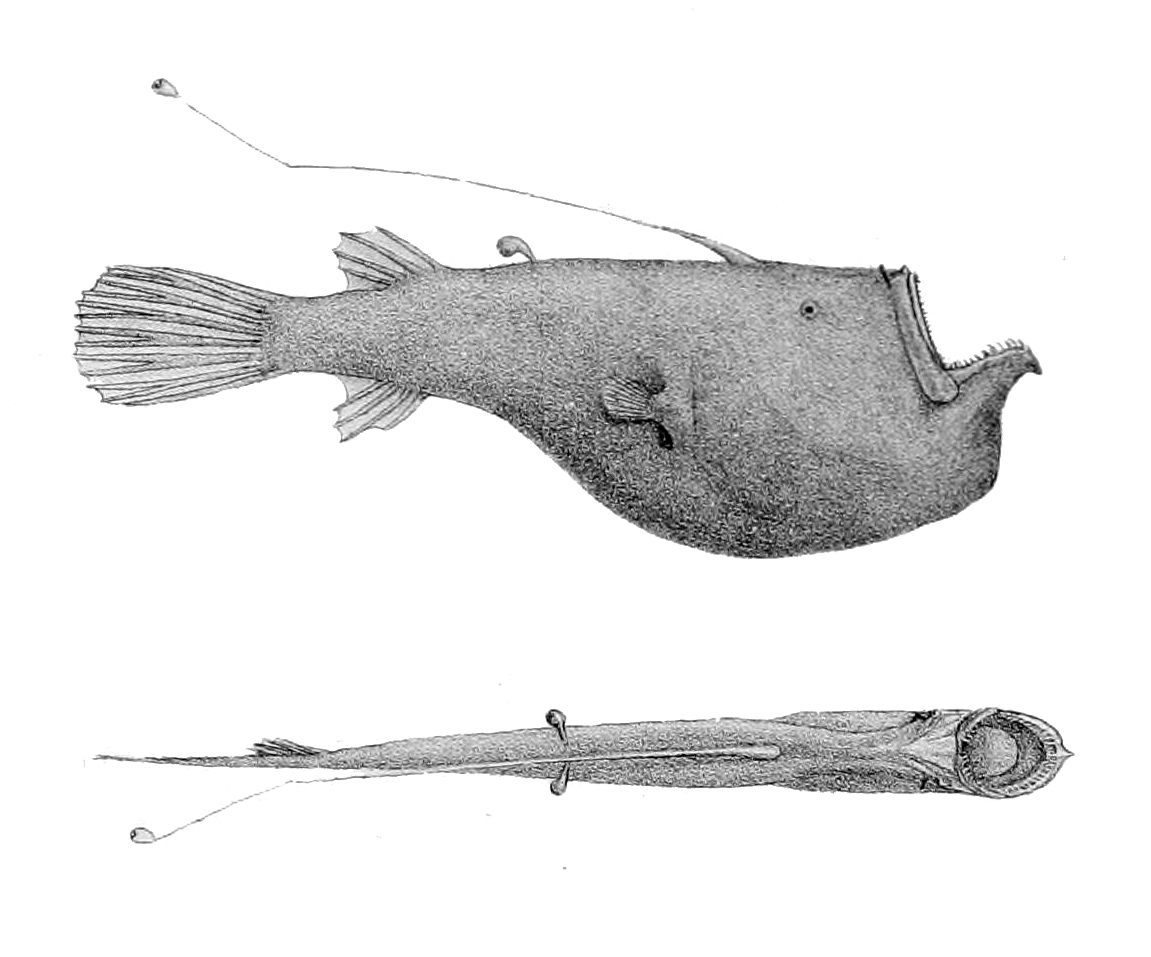
エナシビワアンコウ Ceratias uranoscopus （ビワアンコウ属）。ほぼ真上を向いた口、背鰭の前方に位置する肉質の突起が本科魚類の特徴である

ミツクリエナガチョウチンアンコウ科の仲間は左右に平たく、側扁した細長い体型をもつ。一般にチョウチンアンコウ上科には体長10cm未満の小型魚が多いが、本科魚類はほとんどが全長数十cm程度にまで成長し、ビワアンコウは1.2mに達する。口は斜め上向きでほとんど垂直につくこと、前上顎骨によく発達した突起をもつことが他科との容易な鑑別点となっている。
ケントロプリュネー科（1属1種）と多くの形態学的共通点を有し、両者は近い関係にあると考えられている。全身を皮膚が変形した突起によって覆われること、誘引突起は前頭骨から起始し吻の前に突き出ること、蝶形骨・方形骨・角関節骨および前鰓蓋骨のトゲを欠くことは2科に共通する特徴である。
本科魚類の重要な特徴として、背鰭の2-3鰭条が変形し、肉質の突起（caruncle）として存在することが挙げられる。背鰭第1棘条は卵形の擬餌状体を備えた誘引突起として成長し、誘引突起を支える担鰭骨は非常に細長く、頭蓋骨背部のほぼ全長に及ぶ。背鰭第2棘条は仔魚および稚魚の時点では発光器官を有しているが、成長とともに退縮し、成魚では皮膚に埋もれてしまう。
背鰭および臀鰭の軟条は4-5本で、多くの場合4本である。胸鰭は15-19軟条で構成される。尾鰭の鰭条は8-9本でそのうち4本は分枝し、下位の第9鰭条は痕跡的となる。頭頂骨は大きい。

### 雄
チョウチンアンコウ類の矮雄は一般に眼が小さく、その代わりによく発達した嗅覚器官をもつ場合が多いが、ミツクリエナガチョウチンアンコウ科の雄は大きなボール状の眼球をもつ一方、嗅覚器は微小である。吻の先端には担鰭骨と接続する1対の大きな歯を備え、雌に付着する際に用いられる。前上顎骨は退縮し、顎の歯を欠く。自由生活期の雄の皮膚は滑らかで色素をもたないが、寄生生活に入ると多数の突起が現れ、一様に黒色となる。
自由生活期の雄は科全体で少なくとも175点の標本が存在し、いずれも全長は2cmに達しない。雌に付着した寄生雄は81例が知られ、そのサイズは0.8-14cmの範囲である。

### 仔魚
仔魚は背中が突き出た、猫背のような独特の体型をもつ。皮膚はやや膨張し、口は垂直につく。性差はごく初期段階で現れ、雌の背部正中には誘引突起といぼ状の構造が明瞭に認められる。胸鰭は小さく、その後端は背鰭・臀鰭には届かない。

## 分類

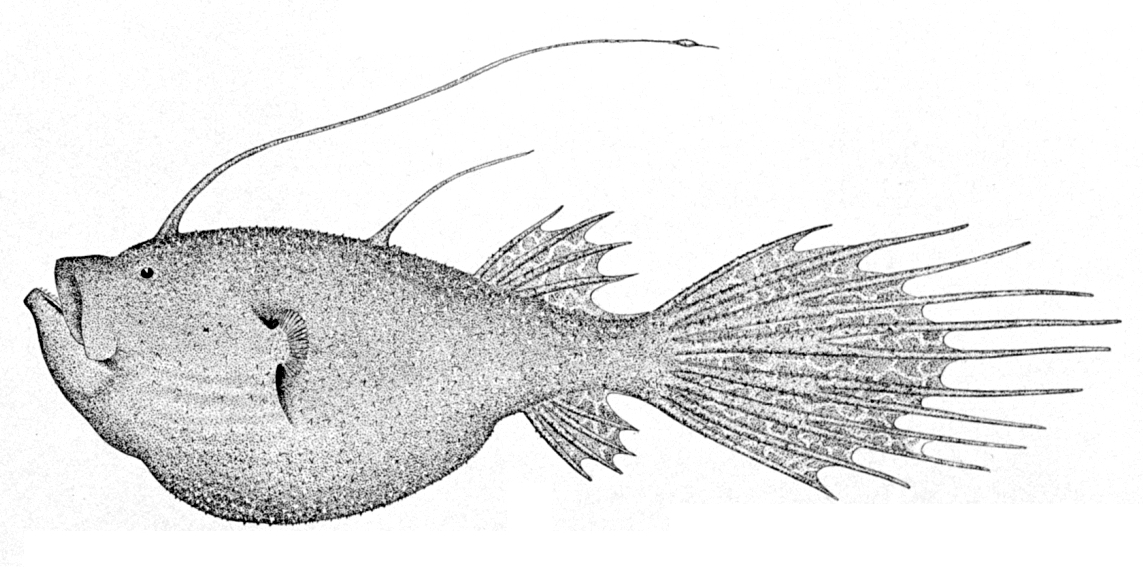
ビワアンコウ Ceratias holboelli （ビワアンコウ属）。チョウチンアンコウの仲間としては最も大きく成長し、全長1.2mに達する

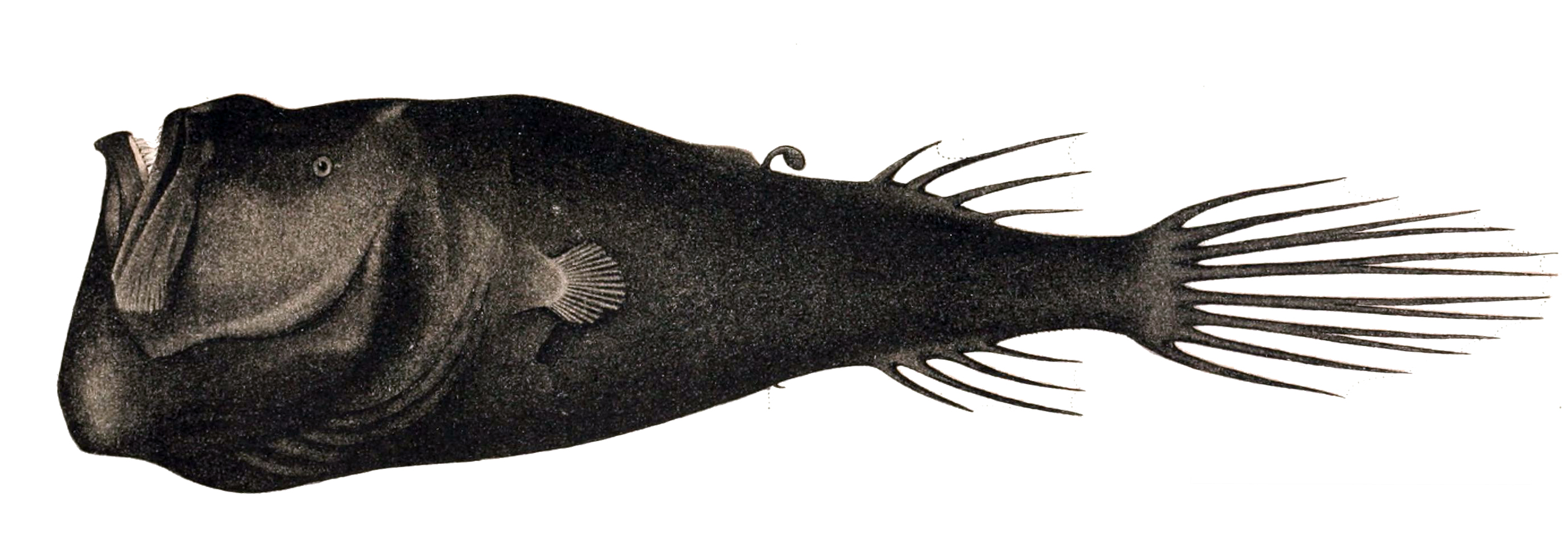
ミツクリエナガチョウチンアンコウ Cryptopsaras couesii （ミツクリエナガチョウチンアンコウ属）。箕作佳吉への献名として命名された Ceratias mitsukurii は、本種のシノニムである

ミツクリエナガチョウチンアンコウ科にはNelson（2016）の体系において2属4種が記載される。含まれる2属（ビワアンコウ属・ミツクリエナガチョウチンアンコウ属）はいずれもチョウチンアンコウ類を代表するグループの一つとなっており、変態後の雌の標本はそれぞれ少なくとも440点・980点に及ぶ数が知られている。
- ビワアンコウ属 Ceratias
誘引突起は長く、擬餌状体は比較的小さい。背部の肉質突起は2つで、大型の個体では退縮傾向にある。下鰓蓋骨のトゲを欠く。尾鰭の9本目の鰭条は痕跡的。属名の由来は、ギリシア語の「keras/keratos（角）」から[4]。
  - エナシビワアンコウ Ceratias uranoscopus
  - ビワアンコウ Ceratias holboelli
  - Ceratias tentaculatus
- ミツクリエナガチョウチンアンコウ属 Cryptopsaras
誘引突起は極端に短く、「釣竿」のほとんどが擬餌状体の構造で覆われる。肉質の突起は3つあり、大型個体でも明瞭。下鰓蓋骨に前向きのトゲをもつ。尾鰭の第9鰭条を欠く。属名の由来は、ギリシア語の「kryptos（秘密の/隠された）」と「psaras（漁師）」から[4]。
  - ミツクリエナガチョウチンアンコウ Cryptopsaras couesii